# Loteria vizelor
Loteria vizelor (în engleză Diversity Immigrant Visa sau Green Card Lottery) este un program al guvernului Statelor Unite ale Americii din 1995 prin care aproximativ 55.000 de persoane din alte țări pot obține anual permis de ședere și drept de muncă permanent, în SUA, beneficiind de multe dintre drepturile cetățenilor americani, cu excepția celui de a vota.
În anul 2010, circa 15 milioane de persoane au participat la loterie, dintre care 55.000 au primit Cartea Verde.
Din 1995 și până în 2011, grație Cărții Verzi au venit în SUA circa 785.000 de persoane.
În fiecare an, aproximativ 2.000 de români emigrează în Statele Unite, prin Loteria Vizelor. 

## Cerințe
Pentru a participa la loterie, solicitanții trebuie să fi fost născuți într-o țară eligibilă. Dacă un solicitant este de origine dintr-o țară neeligibilă, acesta poate intra în continuare la loterie din țara de naștere a soțului sau a unui părinte. Din 2022, cetățenii români sunt bineveniți să participe la Loteria Diversității. 
Din 2019, solicitanților li se cere să furnizeze un număr de pașaport valabil. În februarie 2022, această cerință a fost abolită de judecătorul federal din SUA.
Conform celor mai noi instrucțiuni din 2022, pentru a completa înscrierea la Loteria Diversității, solicitanții vor trebui să-și furnizeze:
- Nume;
- Gen;
- Data nasterii;
- Orasul natal;
- Tara natala;
- Țara de eligibilitate pentru loterie;
- Fotografii participante;
- Adresa postala;
- Țara actuală de locuit;
- Număr de telefon;
- Adresa de e-mail;
- Cel mai înalt nivel de educație actual;
- Starea civilă actuală;
- Numărul de copii.

## Câștigători
Programul de loterie pentru diversitate se desfășoară în conformitate cu termenii secțiunii 203(c) din Legea privind imigrația și naționalitatea și pune la dispoziție până la 55.000 de vize de rezident permanent anual persoanelor din țări cu rate scăzute de imigrare în Statele Unite. 
Rezultatele DV-2023 au fost anunțate în 2022. Potrivit statisticilor oficiale, printre câștigători se numără 228 de români, 670 de cetățeni ai Republicii Moldova și 134 de sârbi. 